# Bentong
Huyện Bentong là một huyện thuộc bang Pahang của Malaysia. Huyện Bentong có dân số thời điểm năm 2010 ước tính khoảng 112.678 người.